# قوی قریلگان قلعه

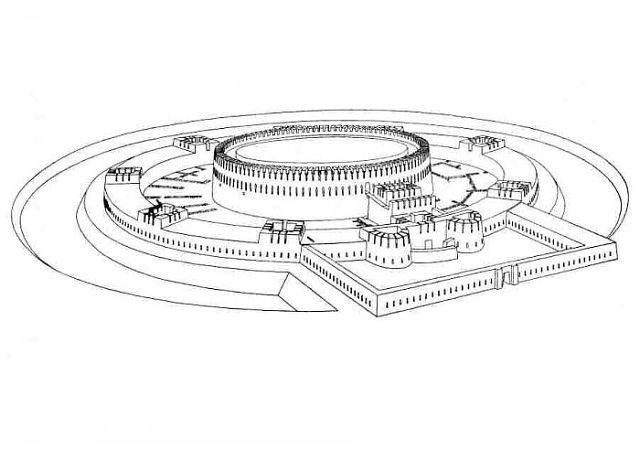
قوی قریلگان قعله واقع در خوارزم

قوی قریلگان قلعه (قلعهٔ گوسفندداران) آثار باستانی‌ای است در خوارزم، جنوب دریاچهٔ آرال در کشور ازبکستان. این بنا به گفتهٔ سرگئی تولستوف، باستان‌شناس روس و حفار بنا، رصدخانه بوده است. در این رصدخانه قدیمی‌ترین ستاره‌یاب اسطرلاب جهان کشف شده است. کشف این ستاره‌یاب نشان داد که دست کم صدها سال پیش از بطلمیوس در سرزمین ایران اختراع اسطرلاب وجود داشته است.